# Loughrea
Loughrea (Irsk: Baile Locha Riach) er en irsk by i County Galway i provinsen Connacht, i den vestlige del af Republikken Irland med en befolkning (inkl. opland) på 4.532 indb i 2006 (4.004 i 2002) 